# Tadeusz Dembończyk
Tadeusz Dembończyk (ur. 23 grudnia 1955 w Tarnowskich Górach; zm. 11 lutego 2004 tamże) – polski sztangista. Brązowy medalista olimpijski z Moskwy.

## Kariera
Pierwszy sukces w karierze osiągnął w 1977 roku, kiedy podczas mistrzostw Europy w Stuttgarcie zdobył srebrny medal w wadze koguciej. Wyprzedził go tylko Georgi Todorow z Bułgarii. Wynik ten powtórzył na rozgrywanych dwa lata później mistrzostwach Europy w Warnie. Na rozgrywanych w tym samym roku mistrzostwach świata w Salonikach zajął trzecie miejsce, przegrywając tylko z Bułgarem Antonem Kodżabaszewem i Wiktorem Wierietiennikowem z ZSRR. W 1980 roku wystartował na igrzyskach olimpijskich w Moskwie, gdzie zdobył kolejny brązowy medal. Tym razem wyprzedzili go Kubańczyk Daniel Núñez oraz reprezentujący ZSRR Jurik Sarkisjan.
W 1981 roku jego karierę sportową zakończył wypadek na motocyklu.